# دانيل رافير
دَانيل رَافِير (بالفرنسية: Daniel Ravier)‏ (17 مارس 1948 في ليون) لاعب كرة قدم فرنسي معتزل كان يجيد اللعب في خط الوسط .

## المسيرة الرياضية
بدأ رافير مسيرته الرياضية في نادي ليون سنة 1969 وساهم في الفوز ببطولة كأس فرنسا موسم 1972-1973 . في سنة 1974 انتقل إلى نادي ستاد رانس وبعد 3 سنوات عاد إلى نادي ليون حتى قرر اعتزال لعب كرة القدم بشكل نهائي في سنة 1979 .
على المستوى الدولي شارك روفير مع منتخب فرنسا في مباراتين دوليتين سنة 1973 من دون أن ينجح في تسجيل أي هدف .

## روابط خارجية
- دانييل رافير على موقع قاعدة بيانات كرة القدم.إي يو (الإنجليزية)
- دانييل رافير على موقع ناشيونال فوتبول تيمز (الإنجليزية)
- دانييل رافير على موقع عالم كرة القدم.نت (الإنجليزية)